# Zbigniew Ciesielski
Zbigniew Ciesielski (Gdynia, 1 de outubro de 1934) é um matemático polonês.
Ciesielski obteve em 1960 um doutorado na Universidade Adam Mickiewicz de Poznań, orientado por Zbigniew Ciesielski, com a tese Über Orthogonalentwicklungen fast aller Funktionen im Wiener-Raum.
Foi palestrante do Congresso Internacional de Matemáticos em Vancouver (1974).
Zbigniew Ciesielski recebeu o Prêmio Stefan Banach de 1964 e a Medalha Stefan Banach de 1992.